# Marituba
Marituba är en stad och kommun i norra Brasilien och ligger i delstaten Pará. Den är en förortskommun till Belém och folkmängden uppgick år 2014 till cirka 120 000 invånare.